# Shoot Out the Lights
Shoot Out the Lights är ett musikalbum av Richard and Linda Thompson som utgavs 1982 på Joe Boyds skivbolag Hannibal Records. De hade först spelat in några av låtarna på skivan med Gerry Rafferty som producent, men samspelet mellan Richard Thompson och Rafferty fungerade dåligt och i slutändan började de om från början. Resultatet blev Shoot Out the Lights. Det var duons sjätte och sista album tillsammans. Vid tidpunkten då skivan utgavs hade paret redan gått skilda vägar. Texterna på albumet beskriver också till stor del svårigheterna med ett äktenskap.
Albumet har beskrivits som ett av Richard Thompsons bästa åstadkommanden. Det blev framröstat som nummer 2 i årets Pazz & Jop-lista. Magasinet Rolling Stone listade det senare som 333 i listan The 500 Greatest Albums of All Time.

## Låtlista
(alla låtar utom #7 skrivna av Richard Thompson)
1. "Don't Renege on Our Love" – 4:19
2. "Walking on a Wire" – 5:29
3. "Man in Need" – 3:36
4. "Just the Motion" – 6:19
5. "Shoot Out the Lights" – 5:24
6. "Back Street Slide" – 4:33
7. "Did She Jump or Was She Pushed?" (Richard Thompson, Linda Thompson) – 4:52
8. "Wall of Death" – 3:43